# Nihat Erim
Ismail Nihat Erim (Kandıra, 1912 – Kartal, 19 luglio 1980) è stato un politico turco.

## Biografia
Di professione giurista, è stato Primo ministro della Turchia per un Governo di Unità Nazionale dal marzo 1971 al maggio 1972. 
Dal gennaio 1949 al maggio 1950 è stato Vice-Primo ministro del Paese, mentre dal giugno 1948 al gennaio 1949 era stato Ministro dei lavori pubblici.
Nel 1980 è stato assassinato. Fu sepolto nel Cimitero di Zincirlikuyu a Istanbul.